# Click!
Click! (fost Averea) este un ziar în format tabloid din România deținut de trustul de presă Adevărul Holding.
În anul 2009, Click! era cel mai bine vândut ziar din România, cu 208.903 exemplare pe ediție.
Averea a fost un cotidian de tip generalist din România, de orientare popular creștin democrată, cu pondere pe informația economică. A fost fondat în mai 2005 de Sorin Roșca Stănescu, directorul trustului de presă Ziua. În martie 2006 s-a repoziționat ca tabloid, cu o campanie agresivă de comunicare. În octombrie 2006, a fost achiziționat de Rompetrol Holding, deținut de Dinu Patriciu, devenind parte din compania Adevărul Holding, într-o tranzacție de peste 560.000 de euro. Ulterior, în februarie 2007, ziarul și-a schimbat denumirea, devenind Click!